# Dragoslav Jakovljević
Dragoslav Jakovljević zw. Babea (ur. 4 maja 1932 w Kragujevacu, zm. 6 marca 2012 w Chicago) – jugosłowiański bokser, czterokrotny medalista mistrzostw Europy.
Zdobył srebrny medal w wadze średniej (do 75 kg) na mistrzostwach Europy w 1957 w Pradze. Po wygraniu trzech walk, w tym ćwierćfinałowej z Giennadijem Szatkowem przegrał w finale ze Zbigniewem Pietrzykowskim. Na kolejnych mistrzostwach Europy w 1959 w Lucernie zdobył brązowy medal w wadze lekkośredniej (do 71 kg).
Wystąpił na igrzyskach olimpijskich w 1960 w Rzymie w wadze lekkośredniej, lecz przegrał pierwszą walkę.
Zdobył brązowe medal w wadze średniej na mistrzostwach Europy w 1961 w Belgradzie i na mistrzostwach Europy w 1963 w Moskwie.
Jakovljević był mistrzem Jugosławii w wadze lekkośredniej w 1955, 1959 i 1962 oraz w wadze średniej w 1958, 1960 i 1963, a także wicemistrzem w wadze lekkośredniej w 1956.
Ostatnie kilkadziesiąt lat spędził w Stanach Zjednoczonych i tam zmarł.